# Марк Педон Вергіліан
Марк Попілій Педон Вергіліан (лат. Marcus Popilius Pedo Vergilianus; ? — 13 грудня 115) — державний діяч часів Римської імперії, консул 115 року.

## Життєпис
Походив з роду Вергіліїв — з огляду на агномен. Його номен вказує, що колись було всиновлено представником роду Попіліїв Педонів. Стосовно початку кар'єри Педона відсутні відомості. Втім вважається, що вже за імператорів з династії Флавіїв став сенатором.
У 115 році став консулом разом з Луцієм Віпстаном Мессаллою. Того ж року загинув під час землетрусу в місті Антіохії (провінція Сирія), де займався забезпеченням тилів римського війська на чолі з імператором Траяном під час війни з Парфією.